# Seznam premiérů Finska
Toto je seznam předsedů vlád Finské republiky založené roku 1917.
| Pořadí | Premiér                                | V úřadu od        | V úřadu do        | Doba vlády       | Strana              | Vláda                                                           |
| ------ | -------------------------------------- | ----------------- | ----------------- | ---------------- | ------------------- | --------------------------------------------------------------- |
| 1.     | Pehr Evind Svinhufvud (1861–1944)      | 27. listopad 1917 | 27. květen 1918   | 181 dní          | Mladofinská         | 1. Svinhufvud I                                                 |
| 2.     | Juho Kusti Paasikivi (1870–1956)       | 27. květen 1918   | 27. listopad 1918 | 184 dní          | Finská              | 2. Paasikivi I                                                  |
| 3.     | Lauri Ingman (1868–1934)               | 27. listopad 1918 | 17. duben 1919    | 141 dní          | Národní koaliční    | 3. Ingman I                                                     |
| 4.     | Kaarlo Castrén (1860–1938)             | 17. duben 1919    | 15. srpen 1919    | 120 dní          | Národně pokroková   | 4. Castrén                                                      |
| 5.     | Juho Vennola (1872–1938)               | 15. srpen 1919    | 15. březen 1920   | 213 dní          | Národně pokroková   | 5. Vennola I                                                    |
| 6.     | Rafael Erich (1879–1946)               | 15. březen 1920   | 9. duben 1921     | 1 rok, 25 dní    | Národní koaliční    | 6. Erich                                                        |
| 7.     | Juho Vennola (1872–1938)               | 9. duben 1921     | 2. červen 1922    | 1 rok, 54 dní    | Národně pokroková   | 7. Vennola II                                                   |
| 8.     | Aimo Cajander (1879–1943)              | 2. červen 1922    | 14. listopad 1922 | 165 dní          | nestraník           | 8. Cajander I                                                   |
| 9.     | Kyösti Kallio (1873–1940)              | 14. listopad 1922 | 18. leden 1924    | 1 rok, 65 dní    | Agrární             | 9. Kallio I                                                     |
| 10.    | Aimo Cajander (1879–1943)              | 18. leden 1924    | 31. květen 1924   | 134 dní          | nestraník           | 10. Cajander II                                                 |
| 11.    | Lauri Ingman (1868–1934)               | 31. květen 1924   | 31. březen 1925   | 304 dní          | Národní koaliční    | 11. Ingman II                                                   |
| 12.    | Antti Tulenheimo (1879–1952)           | 31. březen 1925   | 31. prosinec 1925 | 275 dní          | Národní koaliční    | 12. Tulenheimo                                                  |
| 13.    | Kyösti Kallio (1873–1940)              | 31. prosinec 1925 | 13. prosinec 1926 | 347 dní          | Agrární             | 13. Kallio II                                                   |
| 14.    | Väinö Tanner (1881–1966)               | 13. prosinec 1926 | 17. prosinec 1927 | 1 rok, 4 dní     | Sociální demokracie | 14. Tanner                                                      |
| 15.    | Juho Sunila (1875–1936)                | 17. prosinec 1927 | 22. prosinec 1928 | 1 rok, 5 dní     | Agrární             | 15. Sunila I                                                    |
| 16.    | Oskari Mantere (1874–1942)             | 22. prosinec 1928 | 16. srpen 1929    | 237 dní          | Národně pokroková   | 16. Mantere                                                     |
| 17.    | Kyösti Kallio (1873–1940)              | 16. srpen 1929    | 4. červenec 1930  | 322 dní          | Agrární             | 17. Kallio III                                                  |
| 18.    | Pehr Evind Svinhufvud (1861–1944)      | 4. červenec 1930  | 18. únor 1931     | 229 dní          | Národní koaliční    | 18. Svinhufvud II                                               |
| 19.    | Juho Sunila (1875–1936)                | 21. březen 1931   | 14. prosinec 1932 | 1 rok, 300 dní   | Agrární             | 19. Sunila II                                                   |
| 20.    | Toivo Mikael Kivimäki (1886–1968)      | 15. prosinec 1932 | 7. říjen 1936     | 3 roky, 298 dní  | Národně pokroková   | 20. Kivimäki                                                    |
| 21.    | Kyösti Kallio (1873–1940)              | 7. říjen 1936     | 17. únor 1937     | 133 dní          | Agrární             | 21. Kallio IV                                                   |
| 22.    | Aimo Cajander (1879–1943)              | 12. březen 1937   | 1. prosinec 1939  | 2 roky, 264 dní  | Národně pokroková   | 22. Cajander                                                    |
| 23.    | Risto Ryti (1889–1956)                 | 1. prosinec 1939  | 19. prosinec 1940 | 1 rok, 18 dní    | Národně pokroková   | 23. Ryti I 24. Ryti II                                          |
| 24.    | Johan Wilhelm Rangell (1894–1982)      | 3. leden 1941     | 5. březen 1943    | 2 roky, 61 dní   | Národně pokroková   | 25. Rangell                                                     |
| 25.    | Edwin Linkomies (1894–1963)            | 5. březen 1943    | 8. srpen 1944     | 1 rok, 156 dní   | Národní koaliční    | 26. Linkomies                                                   |
| 26.    | Antti Hackzell (1881–1946)             | 8. srpen 1944     | 21. září 1944     | 44 dní           | nestraník           | 27. Hackzell                                                    |
| 27.    | Urho Castrén (1886–1965)               | 21. září 1944     | 17. listopad 1944 | 57 dní           | Národní koaliční    | 28. U.Castrén                                                   |
| 28.    | Juho Kusti Paasikivi (1870–1956)       | 17. listopad 1944 | 9. březen 1946    | 1 rok, 112 dní   | nestraník           | 29. Paasikivi II 30. Paasikivi III                              |
| 29.    | Mauno Pekkala (1890–1952)              | 26. březen 1946   | 29. červenec 1948 | 2 roky, 142 dní  | Lidově demokratická | 31. Pekkala                                                     |
| 30.    | Karl-August Fagerholm (1901–1984)      | 29. červenec 1948 | 17. březen 1950   | 1 rok, 231 dní   | Sociální demokracie | 32. Fagerholm I                                                 |
| 31.    | Urho Kekkonen (1900–1986)              | 17. březen 1950   | 17. listopad 1953 | 3 roky, 245 dní  | Agrární             | 33. Kekkonen I 34. Kekkonen II 35. Kekkonen III 36. Kekkonen IV |
| 32.    | Sakari Tuomioja (1911–1964)            | 17. listopad 1953 | 5. květen 1954    | 169 dní          | nestraník           | 37. Tuomioja                                                    |
| 33.    | Ralf Törngren (1899–1961)              | 5. květen 1954    | 20. říjen 1954    | 168 dní          | Švédská lidová      | 38. Törngren                                                    |
| 34.    | Urho Kekkonen (1900–1986)              | 20. říjen 1954    | 3. březen 1956    | 1 rok, 135 dní   | Agrární             | 39. Kekkonen V                                                  |
| 35.    | Karl-August Fagerholm (1901–1984)      | 3. březen 1956    | 27. květen 1957   | 1 rok, 85 dní    | Sociální demokracie | 40. Fagerholm II                                                |
| 36.    | Vieno Johannes Sukselainen (1906–1995) | 27. květen 1957   | 29. listopad 1957 | 186 dní          | Agrární             | 41. Sukselainen I                                               |
| 37.    | Rainer von Fieandt (1890–1972)         | 29. listopad 1957 | 26. duben 1958    | 148 dní          | nestraník           | 42. von Fieandt                                                 |
| 38.    | Reino Kuuskoski (1907–1965)            | 26. duben 1958    | 29. srpen 1958    | 125 dní          | nestraník           | 43. Kuuskoski                                                   |
| 39.    | Karl-August Fagerholm (1901–1984)      | 29. srpen 1958    | 13. leden 1959    | 137 dní          | Sociální demokracie | 44. Fagerholm III                                               |
| 40.    | Vieno Johannes Sukselainen (1906–1995) | 13. leden 1959    | 14. červenec 1961 | 2 roky, 182 dní  | Agrární             | 45. Sukselainen II                                              |
| 41.    | Martti Miettunen (1907–2002)           | 14. červenec 1961 | 13. duben 1962    | 273 dní          | Agrární             | 46. Miettunen I                                                 |
| 42.    | Ahti Karjalainen (1923–1990)           | 13. duben 1962    | 18. prosinec 1963 | 1 rok, 249 dní   | Agrární             | 47. Karjalainen I                                               |
| 43.    | Reino Ragnar Lehto (1898–1966)         | 18. prosinec 1963 | 12. září 1964     | 269 dní          | nestraník           | 48. Lehto                                                       |
| 44.    | Johannes Virolainen (1914–2000)        | 12. září 1964     | 27. květen 1966   | 1 rok, 257 dní   | Agrární             | 49. Virolainen                                                  |
| 45.    | Rafael Paasio (1903–1980)              | 27. květen 1966   | 22. březen 1968   | 1 rok, 300 dní   | Sociální demokracie | 50. Paasio I                                                    |
| 46.    | Mauno Koivisto (1923–2017)             | 22. březen 1968   | 14. květen 1970   | 2 roky, 53 dní   | Sociální demokracie | 51. Koivisto I                                                  |
| 47.    | Teuvo Aura (1912–1999)                 | 14. květen 1970   | 15. srpen 1970    | 93 dní           | nestraník           | 52. Aura I                                                      |
| 48.    | Ahti Karjalainen (1923–1990)           | 15. srpen 1970    | 29. říjen 1971    | 1 rok, 75 dní    | Finský střed        | 53. Karjalainen II                                              |
| 49.    | Teuvo Aura (1912–1999)                 | 29. říjen 1971    | 23. únor 1972     | 117 dní          | nestraník           | 54. Aura II                                                     |
| 50.    | Rafael Paasio (1903–1980)              | 23. únor 1972     | 4. září 1972      | 194 dní          | Sociální demokracie | 55. Paasio II                                                   |
| 51.    | Kalevi Sorsa (1930–2004)               | 4. září 1972      | 13. červen 1975   | 2 roky, 282 dní  | Sociální demokracie | 56. Sorsa I                                                     |
| 52.    | Keijo Liinamaa (1929–1980)             | 13. červen 1975   | 30. listopad 1975 | 170 dní          | nestraník           | 57. Liinamaa                                                    |
| 53.    | Martti Miettunen (1907–2002)           | 30. listopad 1975 | 15. květen 1977   | 1 rok, 166 dní   | Finský střed        | 58. Miettunen II 59. Miettunen III                              |
| 54.    | Kalevi Sorsa (1930–2004)               | 15. květen 1977   | 26. duben 1979    | 1 rok, 346 dní   | Sociální demokracie | 60. Sorsa II                                                    |
| 55.    | Mauno Koivisto (1923–2017)             | 26. květen 1979   | 26. leden 1982    | 2 roky, 275 dní  | Sociální demokracie | 61. Koivisto II                                                 |
| 56.    | Kalevi Sorsa (1930–2004)               | 19. únor 1982     | 30. duben 1987    | 5 let, 70 dní    | Sociální demokracie | 62. Sorsa III 63. Sorsa IV                                      |
| 57.    | Harri Holkeri (1937–2011)              | 30. duben 1987    | 26. duben 1991    | 3 roky, 361 dní  | Národní koaliční    | 64. Holkeri                                                     |
| 58.    | Esko Aho (* 1954)                      | 26. duben 1991    | 13. duben 1995    | 3 roky, 352 dní  | Finský střed        | 65. Aho                                                         |
| 59.    | Paavo Lipponen (* 1941)                | 13. duben 1995    | 17. duben 2003    | 8 let, 4 dni     | Sociální demokracie | 66. Lipponen I 67. Lipponen II                                  |
| 60.    | Anneli Jäätteenmäkiová (* 1955)        | 17. duben 2003    | 24. červen 2003   | 68 dní           | Finský střed        | 68. Jäätteenmäki                                                |
| 61.    | Matti Vanhanen (* 1955)                | 24. červen 2003   | 22. červen 2010   | 6 let, 363 dní   | Finský střed        | 69. Vanhanen I 70. Vanhanen II                                  |
| 62.    | Mari Kiviniemiová (* 1968)             | 22. červen 2010   | 22. červen 2011   | 1 rok, 0 dní     | Finský střed        | 71. Kiviniemi                                                   |
| 63.    | Jyrki Katainen (* 1971)                | 22. červen 2011   | 24. červen 2014   | 3 roky, 2 dni    | Národní koaliční    | 72. Katainen                                                    |
| 64.    | Alexander Stubb (* 1968)               | 24. červen 2014   | 29. květen 2015   | 339 dní          | Národní koaliční    | 73. Stubb                                                       |
| 65.    | Juha Sipilä (* 1961)                   | 29. květen 2015   | 6. června 2019    | 4 roky, 9 dní    | Finský střed        | 74. Sipilä                                                      |
| 66.    | Antti Rinne (* 1962)                   | 6. června 2019    | 10. prosince 2019 | 188 dní          | Sociální demokracie | 75. Rinne                                                       |
| 67.    | Sanna Marinová (* 1985)                | 10. prosince 2019 | 20. červen 2023   | 3 roky a 192 dní | Sociální demokracie | 76. Marin                                                       |
| 68.    | Petteri Orpo (* 1969)                  | 20. červen 2023   | dosud             | 1 rok a 254 dní  | Národní koaliční    | 73. Stubb                                                       |

## Pořadí podle délky vlády[3]
| Jméno premiéra             | Počet dní v úřadě |
| -------------------------- | ----------------- |
| Kalevi Sorsa               | 3652              |
| Paavo Lipponen             | 2927              |
| Matti Vanhanen             | 2556              |
| Urho Kekkonen              | 1826              |
| Mauno Koivisto             | 1761              |
| Juha Sipilä                | 1470              |
| Harri Holkeri              | 1458              |
| Esko Aho                   | 1449              |
| Toivo Mikael Kivimäki      | 1394              |
| Aimo Cajander              | 1296              |
| Kyösti Kallio              | 1234              |
| Karl-August Fagerholm      | 1186              |
| Jyrki Katainen             | 1099              |
| Vieno Johannes Sukselainen | 1090              |
| Ahti Karjalainen           | 1087              |
| Juho Sunila                | 1007              |